# Rhadinus khargaiensis
Rhadinus khargaiensis är en tvåvingeart som beskrevs av Efflatoun 1937. Rhadinus khargaiensis ingår i släktet Rhadinus och familjen rovflugor. Inga underarter finns listade i Catalogue of Life.